# Dorinho
Oldorelino Nunes Leal, mais conhecido como Dorinho, (Santana do Livramento, 25 de maio 1946) é um ex-futebolista brasileiro que atuava como meia.

## História
Era um jovem de estilo tranquilo que respeitava os adversários, mas também apresentava muitas qualidades técnicas.
Surgiu no Fluminense de Santana do Livramento-RS, sua terra natal, de onde saiu aos 17 anos para o Internacional de Porto Alegre para atuar nas décadas de 1960 e 1970. Foi duas vezes vice-campeão do Torneio Roberto Gomes Pedrosa. Com a inauguração do Estádio Beira-Rio, inicia uma sequência de vitórias no Gauchão, de 1969 até 1974, com uma breve saída para o Botafogo em 1972. Após sair do Inter, jogou um ano no São José e encerrou sua carreira.
Uma das histórias mais marcantes de sua carreira aconteceu no Grenal de inauguração do Beira-Rio, em 1969 onde uma briga envolvendo praticamente todos os jogadores que estavam em campo o árbitro expulsou nada menos que 19 atletas com exceção de Dorinho, do Inter, Alberto e João Severiano do Grêmio.

## Títulos
Internacional
- Campeonato Gaúcho: 1969, 1970, 1971, 1973 e 1974.